# N'Gara
N'Gara is een gemeente (commune) in de regio Ségou in Mali. De gemeente telt 11.700 inwoners (2009).
De gemeente bestaat uit de volgende plaatsen:
- Bougou-Koura
- Boundo-Bamana
- Boundo-Somono
- Boundowèrè
- Boundoworodjira
- Diado
- N'Gama
- N'Gamawèrè
- N'Gara
- Nango